# Jaume Llibre
Jaume Llibre (ur. 24 września 1952 w Barcelonie) – matematyk hiszpański; zajmuje się głównie układami dynamicznymi dyskretnymi, mechaniką nieba oraz równaniami różniczkowymi zwyczajnymi. 
Jest profesorem zwyczajnym na Uniwersytecie Autonomicznym w Barcelonie oraz członkiem Królewskiej Akademii Nauk i Sztuk w Barcelonie. Jeden z założycieli szkoły układów dynamicznych w Barcelonie. Autor blisko 1000 publikacji naukowych. Znaczna ich część dotyczy wielomianowych równań różniczkowych na płaszczyźnie.